# Avinguda de Ramón Menéndez Pidal

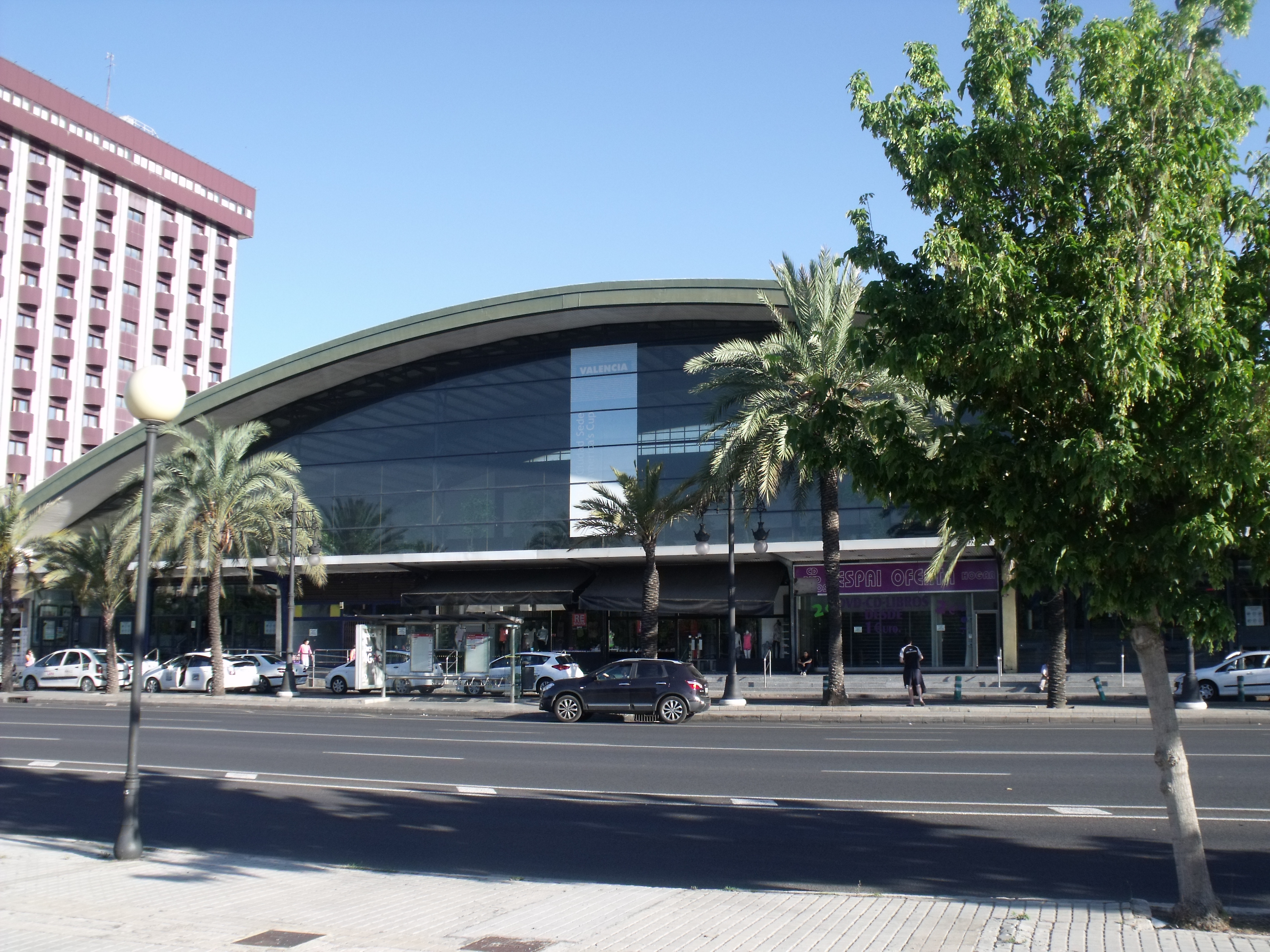
Estació d'Autobusos.

L'avinguda de Ramón Menéndez Pidal o més habitualment avinguda de Menéndez Pidal és una via urbana de València. Està situada a la vora esquerra del riu Túria, entre el pont de les Arts i el pont d'Ademús. Fita amb l'avinguda de Pius XII. Rep el nom de Ramón Menéndez Pidal membre de la Generació del 98 i ideòleg del nacionalisme espanyol.
L'Estació d'Autobusos i el centre comercial Nuevo Centro se situen a l'avinguda. El vial té una parada de metro amb el nom de Túria.